# 3e étape du Tour d'Espagne 2012
La 3e étape du Tour d'Espagne 2012 s'est déroulée le lundi 20 août 2012, part de Faustino V et arrive à Eibar après 153 km de course. Elle est remportée par l'Espagnol Alejandro Valverde, de l'équipe Movistar.

## Parcours de l'étape
Cette étape de Faustino V à Eibar montre un relief accidenté. Deux cols de catégorie 3 et un de catégorie 2 viennent corser la course avant le test final, l'Alto de Arrate. Ce col de catégorie 1 présente une pente de 5,5 km à 7,8 % de moyenne et son sommet est situé à deux kilomètres de l'arrivée.

## Déroulement de la course
L'échappée du jour se forme avec notamment Pim Ligthart (Vacansoleil-DCM). Dans les derniers kilomètres, la Sky reprend les échappés un par un. Dans l’ascension finale, Alejandro Valverde (Movistar) attaque le premier. Il est suivi par Alberto Contador (Saxo Bank-Tinkoff Bank), Christopher Froome (Sky), Joaquim Rodríguez (Katusha), Thomas De Gendt (Vacansoleil-DCM) et quelques autres coureurs. Le vainqueur sortant, Juan José Cobo est distancé. Devant, Contador continue d'attaquer pour distancer les autres coureurs. Un groupe de quatre s'en va, composé de Contador, Valverde, Froome et Rodríguez. Contador attaque six fois mais ne parvient à distancer ses compagnons. L'étape se joue au sprint entre les quatre. Rodríguez lance le sprint avec Valverde dans sa roue. Ce dernier le saute sur la ligne pour aller chercher une seconde victoire pour la Movistar sur cette Vuelta et une 51e dans toute l'histoire de l'équipe.
Derrière un groupe d'une dizaine de coureurs franchit la ligne avec 6 secondes de retard puis se sont plusieurs petits groupes de coureurs qui arrivent. Certains outsiders pour le classement général comme Thomas De Gendt perdent beaucoup de temps. Juan José Cobo termine à 1 minute et 6 secondes. Alejandro Valverde s'empare du maillot de leader avec 18 secondes d'avance sur son équipier Beñat Intxausti et 19 secondes sur Joaquim Rodríguez.

## Résultats

### Classement de l'étape
| Classement de la 3e étape | Classement de la 3e étape | Classement de la 3e étape | Classement de la 3e étape | Classement de la 3e étape |
|                           | Coureur                   | Pays                      | Équipe                    | Temps                     |
| ------------------------- | ------------------------- | ------------------------- | ------------------------- | ------------------------- |
| 1er                       | Alejandro Valverde        | Espagne                   | Movistar                  | en 3 h 49 min 37 s        |
| 2e                        | Joaquim Rodríguez         | Espagne                   | Katusha                   | m.t                       |
| 3e                        | Christopher Froome        | Royaume-Uni               | Sky                       | m.t                       |
| 4e                        | Alberto Contador          | Espagne                   | Saxo Bank-Tinkoff Bank    | m.t                       |
| 5e                        | Daniel Moreno             | Espagne                   | Katusha                   | + 6 s                     |
| 6e                        | Bauke Mollema             | Pays-Bas                  | Rabobank                  | + 6 s                     |
| 7e                        | Eros Capecchi             | Italie                    | Liquigas-Cannondale       | + 6 s                     |
| 8e                        | Beñat Intxausti           | Espagne                   | Movistar                  | + 6 s                     |
| 9e                        | Andrew Talansky           | États-Unis                | Garmin-Sharp              | + 6 s                     |
| 10e                       | Robert Gesink             | Pays-Bas                  | Rabobank                  | + 6 s                     |
| modifier                  |                           |                           |                           |                           |

### Points attribués
| Sprint intermédiaire de Zaldibar (km 135,2) | Sprint intermédiaire de Zaldibar (km 135,2) | Sprint intermédiaire de Zaldibar (km 135,2) | Sprint intermédiaire de Zaldibar (km 135,2) | Sprint intermédiaire de Zaldibar (km 135,2) |
| ------------------------------------------- | ------------------------------------------- | ------------------------------------------- | ------------------------------------------- | ------------------------------------------- |
|                                             | Coureur                                     | Pays                                        | Équipe                                      | Point(s)                                    |
| 1er                                         | Dominique Rollin                            | Canada                                      | FDJ-BigMat                                  | 4                                           |
| 2e                                          | Andrey Zeits                                | Kazakhstan                                  | Astana                                      | 2                                           |
| 3e                                          | Philippe Gilbert                            | Belgique                                    | BMC Racing                                  | 1                                           |
| modifier                                    |                                             |                                             |                                             |                                             |

| Sprint intermédiaire de Eibar (km 153,3) | Sprint intermédiaire de Eibar (km 153,3) | Sprint intermédiaire de Eibar (km 153,3) | Sprint intermédiaire de Eibar (km 153,3) | Sprint intermédiaire de Eibar (km 153,3) |
| ---------------------------------------- | ---------------------------------------- | ---------------------------------------- | ---------------------------------------- | ---------------------------------------- |
|                                          | Coureur                                  | Pays                                     | Équipe                                   | Point(s)                                 |
| 1er                                      | Philippe Gilbert                         | Belgique                                 | BMC Racing                               | 4                                        |
| 2e                                       | Markel Irizar                            | Espagne                                  | RadioShack-Nissan                        | 2                                        |
| 3e                                       | Andrey Zeits                             | Kazakhstan                               | Astana                                   | 1                                        |
| modifier                                 |                                          |                                          |                                          |                                          |

| \| Classement de l'étape \| Classement de l'étape \| Classement de l'étape \| Classement de l'étape \| Classement de l'étape \| \| --------------------- \| --------------------- \| --------------------- \| ---------------------- \| --------------------- \| \| \| Coureur \| Pays \| Équipe \| Point(s) \| \| 1er \| Alejandro Valverde \| Espagne \| Movistar \| 25 \| \| 2e \| Joaquim Rodríguez \| Espagne \| Katusha \| 20 \| \| 3e \| Christopher Froome \| Royaume-Uni \| Sky \| 16 \| \| 4e \| Alberto Contador \| Espagne \| Saxo Bank-Tinkoff Bank \| 14 \| \| 5e \| Daniel Moreno \| Espagne \| Katusha \| 12 \| \| 6e \| Bauke Mollema \| Pays-Bas \| Rabobank \| 10 \| \| 7e \| Eros Capecchi \| Italie \| Liquigas-Cannondale \| 9 \| \| 8e \| Beñat Intxausti \| Espagne \| Movistar \| 8 \| \| 9e \| Andrew Talansky \| États-Unis \| Garmin-Sharp \| 7 \| \| 10e \| Robert Gesink \| Pays-Bas \| Rabobank \| 6 \| \| 11e \| Nicolas Roche \| Irlande \| AG2R La Mondiale \| 5 \| \| 12e \| Igor Antón \| Espagne \| Euskaltel-Euskadi \| 4 \| \| 13e \| Winner Anacona \| Colombie \| Lampre-ISD \| 3 \| \| 14e \| Rigoberto Urán \| Colombie \| Sky \| 2 \| \| modifier \| \| \| \| \| |                    |             |                        |          |
| Classement de l'étape |                    |             |                        |          |
| | Coureur            | Pays        | Équipe                 | Point(s) |
| 1er | Alejandro Valverde | Espagne     | Movistar               | 25       |
| 2e | Joaquim Rodríguez  | Espagne     | Katusha                | 20       |
| 3e | Christopher Froome | Royaume-Uni | Sky                    | 16       |
| 4e | Alberto Contador   | Espagne     | Saxo Bank-Tinkoff Bank | 14       |
| 5e | Daniel Moreno      | Espagne     | Katusha                | 12       |
| 6e | Bauke Mollema      | Pays-Bas    | Rabobank               | 10       |
| 7e | Eros Capecchi      | Italie      | Liquigas-Cannondale    | 9        |
| 8e | Beñat Intxausti    | Espagne     | Movistar               | 8        |
| 9e | Andrew Talansky    | États-Unis  | Garmin-Sharp           | 7        |
| 10e | Robert Gesink      | Pays-Bas    | Rabobank               | 6        |
| 11e | Nicolas Roche      | Irlande     | AG2R La Mondiale       | 5        |
| 12e | Igor Antón         | Espagne     | Euskaltel-Euskadi      | 4        |
| 13e | Winner Anacona     | Colombie    | Lampre-ISD             | 3        |
| 14e | Rigoberto Urán     | Colombie    | Sky                    | 2        |
| modifier |                    |             |                        |          |

### Cols et côtes
| Alto La Aldea (km 32) 2e catégorie | Alto La Aldea (km 32) 2e catégorie | Alto La Aldea (km 32) 2e catégorie | Alto La Aldea (km 32) 2e catégorie | Alto La Aldea (km 32) 2e catégorie |
| ---------------------------------- | ---------------------------------- | ---------------------------------- | ---------------------------------- | ---------------------------------- |
|                                    | Coureur                            | Pays                               | Équipe                             | Point(s)                           |
| 1er                                | Pim Ligthart                       | Pays-Bas                           | Vacansoleil-DCM                    | 5                                  |
| 2e                                 | Philippe Gilbert                   | Belgique                           | BMC Racing                         | 3                                  |
| 3e                                 | Andrey Zeits                       | Kazakhstan                         | Astana                             | 1                                  |
| modifier                           |                                    |                                    |                                    |                                    |

| Puerto de Vitoria (km 67) 3e catégorie | Puerto de Vitoria (km 67) 3e catégorie | Puerto de Vitoria (km 67) 3e catégorie | Puerto de Vitoria (km 67) 3e catégorie | Puerto de Vitoria (km 67) 3e catégorie |
| -------------------------------------- | -------------------------------------- | -------------------------------------- | -------------------------------------- | -------------------------------------- |
|                                        | Coureur                                | Pays                                   | Équipe                                 | Point(s)                               |
| 1er                                    | Pim Ligthart                           | Pays-Bas                               | Vacansoleil-DCM                        | 3                                      |
| 2e                                     | Philippe Gilbert                       | Belgique                               | BMC Racing                             | 2                                      |
| 3e                                     | Andrey Zeits                           | Kazakhstan                             | Astana                                 | 1                                      |
| modifier                               |                                        |                                        |                                        |                                        |

| Puerto de Campazar (km 120) 3e catégorie | Puerto de Campazar (km 120) 3e catégorie | Puerto de Campazar (km 120) 3e catégorie | Puerto de Campazar (km 120) 3e catégorie | Puerto de Campazar (km 120) 3e catégorie |
| ---------------------------------------- | ---------------------------------------- | ---------------------------------------- | ---------------------------------------- | ---------------------------------------- |
|                                          | Coureur                                  | Pays                                     | Équipe                                   | Point(s)                                 |
| 1er                                      | Pim Ligthart                             | Pays-Bas                                 | Vacansoleil-DCM                          | 3                                        |
| 2e                                       | Nico Sijmens                             | Belgique                                 | Cofidis                                  | 2                                        |
| 3e                                       | Philippe Gilbert                         | Belgique                                 | BMC Racing                               | 1                                        |
| modifier                                 |                                          |                                          |                                          |                                          |

| Alto de Arrate (km 153) 1re catégorie | Alto de Arrate (km 153) 1re catégorie | Alto de Arrate (km 153) 1re catégorie | Alto de Arrate (km 153) 1re catégorie | Alto de Arrate (km 153) 1re catégorie |
| ------------------------------------- | ------------------------------------- | ------------------------------------- | ------------------------------------- | ------------------------------------- |
|                                       | Coureur                               | Pays                                  | Équipe                                | Point(s)                              |
| 1er                                   | Alejandro Valverde                    | Espagne                               | Movistar                              | 10                                    |
| 2e                                    | Joaquim Rodríguez                     | Espagne                               | Katusha                               | 6                                     |
| 3e                                    | Alberto Contador                      | Espagne                               | Saxo Bank-Tinkoff Bank                | 4                                     |
| 4e                                    | Christopher Froome                    | Royaume-Uni                           | Sky                                   | 2                                     |
| 5e                                    | Nicolas Roche                         | Irlande                               | AG2R La Mondiale                      | 1                                     |
| modifier                              |                                       |                                       |                                       |                                       |

## Classements à l'issue de l'étape

### Classement général
| Classement général | Classement général | Classement général | Classement général     | Classement général |
|                    | Coureur            | Pays               | Équipe                 | Temps              |
| ------------------ | ------------------ | ------------------ | ---------------------- | ------------------ |
| 1er                | Alejandro Valverde | Espagne            | Movistar               | en 8 h 46 min 56 s |
| 2e                 | Beñat Intxausti    | Espagne            | Movistar               | + 18 s             |
| 3e                 | Joaquim Rodríguez  | Espagne            | Katusha                | + 19 s             |
| 4e                 | Christopher Froome | Royaume-Uni        | Sky                    | + 20 s             |
| 5e                 | Alberto Contador   | Espagne            | Saxo Bank-Tinkoff Bank | + 24 s             |
| 6e                 | Bauke Mollema      | Pays-Bas           | Rabobank               | + 28 s             |
| 7e                 | Robert Gesink      | Pays-Bas           | Rabobank               | + 28 s             |
| 8e                 | Rigoberto Urán     | Colombie           | Sky                    | + 30 s             |
| 9e                 | Daniel Moreno      | Espagne            | Katusha                | + 33 s             |
| 10e                | Igor Antón         | Espagne            | Euskaltel-Euskadi      | + 46 s             |
| modifier           |                    |                    |                        |                    |

### Classement par points
| Classement par points | Classement par points | Classement par points | Classement par points | Classement par points |
| --------------------- | --------------------- | --------------------- | --------------------- | --------------------- |
|                       | Coureur               | Pays                  | Équipe                | Point(s)              |
| 1er                   | Alejandro Valverde    | Espagne               | Movistar              | 25 points             |
| 2e                    | John Degenkolb        | Allemagne             | Argos-Shimano         | 25 pts                |
| 3e                    | Joaquim Rodríguez     | Espagne               | Katusha               | 20 pts                |
| modifier              |                       |                       |                       |                       |

### Classement du meilleur grimpeur
| Classement du meilleur grimpeur | Classement du meilleur grimpeur | Classement du meilleur grimpeur | Classement du meilleur grimpeur | Classement du meilleur grimpeur |
| ------------------------------- | ------------------------------- | ------------------------------- | ------------------------------- | ------------------------------- |
|                                 | Coureur                         | Pays                            | Équipe                          | Point(s)                        |
| 1er                             | Pim Ligthart                    | Pays-Bas                        | Vacansoleil-DCM                 | 11 points                       |
| 2e                              | Alejandro Valverde              | Espagne                         | Movistar                        | 10 pts                          |
| 3e                              | Joaquim Rodríguez               | Espagne                         | Katusha                         | 6 pts                           |
| modifier                        |                                 |                                 |                                 |                                 |

### Classement du combiné
| Classement du combiné | Classement du combiné | Classement du combiné | Classement du combiné | Classement du combiné |
| --------------------- | --------------------- | --------------------- | --------------------- | --------------------- |
|                       | Coureur               | Pays                  | Équipe                | Point(s)              |
| 1er                   | Alejandro Valverde    | Espagne               | Movistar              | 4 points              |
| 2e                    | Joaquim Rodríguez     | Espagne               | Katusha               | 9 pts                 |
| 3e                    | Christopher Froome    | Royaume-Uni           | Sky                   | 16 pts                |
| modifier              |                       |                       |                       |                       |

### Classement par équipes
| Classement par équipes | Classement par équipes | Classement par équipes | Classement par équipes |
|                        | Équipe                 | Pays                   | Temps                  |
| ---------------------- | ---------------------- | ---------------------- | ---------------------- |
| 1re                    | Movistar               | Espagne                | en 25 h 44 min 38 s    |
| 2e                     | Sky                    | Royaume-Uni            | + 9 s                  |
| 3e                     | Rabobank               | Pays-Bas               | + 13 s                 |
| modifier               |                        |                        |                        |